# Johannes Franz Hartmann

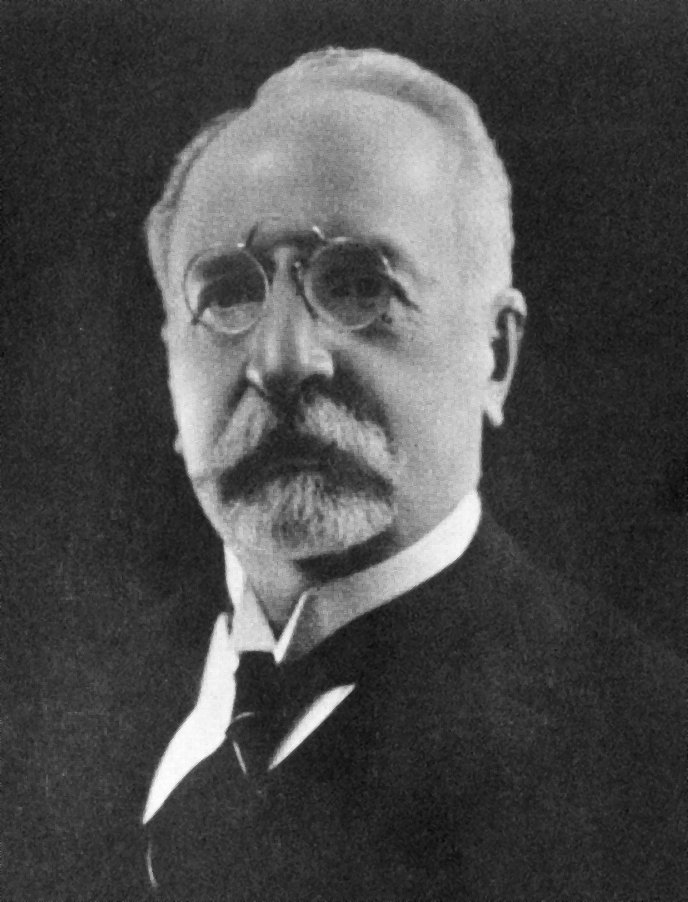
Johannes Franz Hartmann

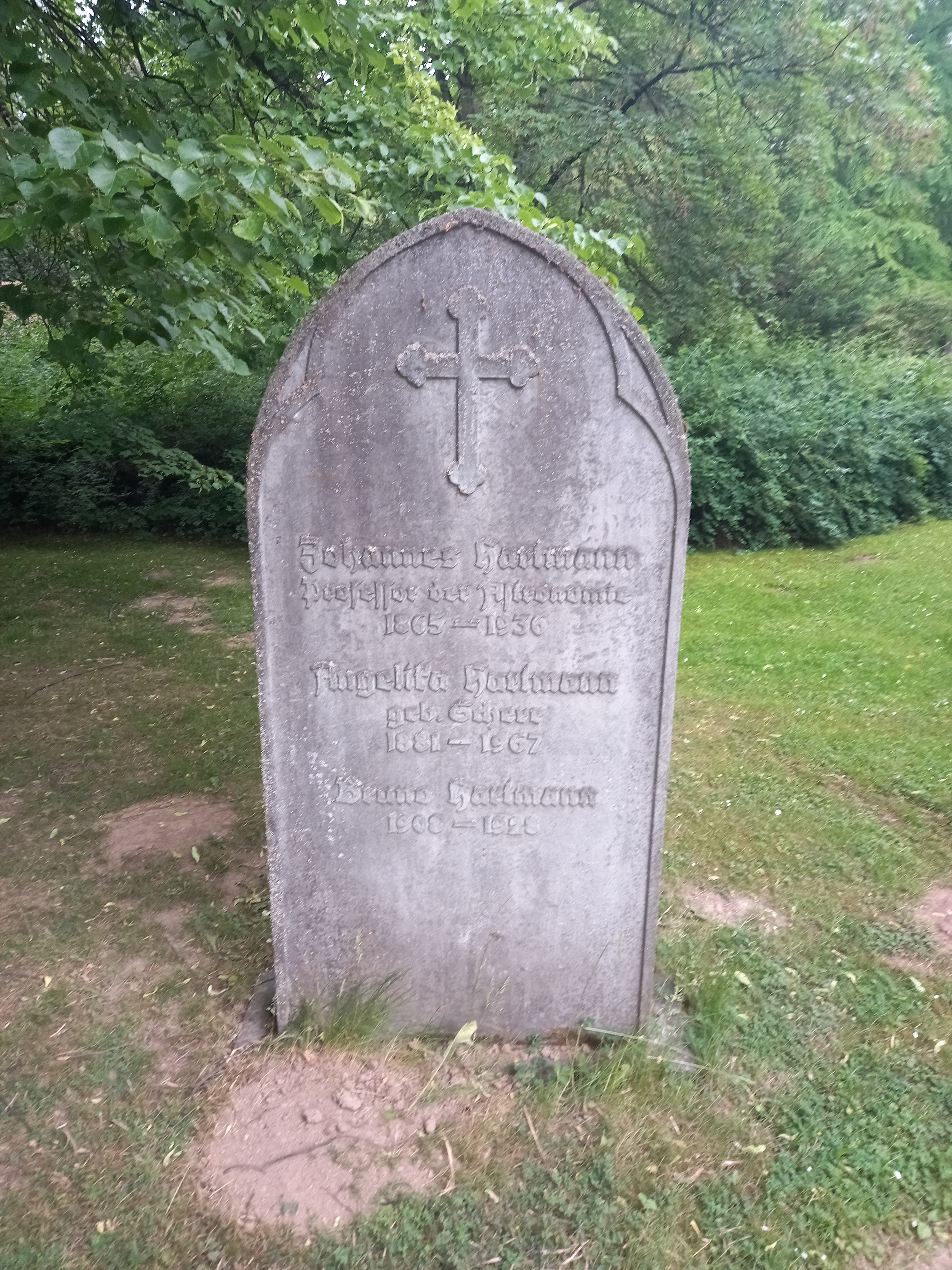
Das Grab von Johannes Franz Hartmann und seiner Ehefrau Angelika geborene Scheer im Familiengrab auf dem Stadtfriedhof Göttingen

Johannes Franz Hartmann (* 11. Januar 1865 in Erfurt; † 13. September 1936 in Göttingen) war ein deutscher Astronom.

## Leben
Hartmann studierte in Tübingen, Berlin und Leipzig. 1891 wurde er mit der Schrift Die Vergrösserung des Erdschattens bei Mondfinsternissen promoviert und ging 1893 an die Privatsternwarte des Moritz von Kuffner, wo er als Assistent arbeitete. Hartmann beschäftigte sich hauptsächlich mit Sternspektroskopie.
1894 kehrte er nach Leipzig zurück und war ab 1896 am Astrophysikalischen Observatorium in Potsdam tätig. Er entwickelte mit der Hartmannschen Lochblende ein Verfahren zur Ermittlung der Wellenfronten in Teleskopen, mit dem deren optische Abbildungsleistung optimiert werden kann und das Jahrzehnte später zum Prinzip des Hartmann-Shack-Sensors weiterentwickelt werden konnte. 1902 wurde Hartmann dort zum Professor berufen und fand 1904 mit Hilfe des sehr leistungsfähigen Großen Refraktors bei der Beobachtung des Doppelsterns Delta Orionis interstellares Gas.
Von 1909 bis 1921 arbeitete er als ordentlicher Professor an der Universität Göttingen und Direktor der Sternwarte in Göttingen. Im Jahr 1910 wurde er zum Mitglied der Leopoldina und 1914 zum ordentlichen Mitglied der Göttinger Akademie der Wissenschaften gewählt.
1921 wechselte er wegen der besseren Beobachtungsbedingungen als Direktor der Argentinischen Nationalsternwarte in La Plata, Argentinien. Er entdeckte während seiner dortigen Tätigkeit die drei Asteroiden (965) Angelica, (1029) La Plata und (1254) Erfordia. Schwer krank kehrte er 1934 nach Göttingen zurück, wo er zwei Jahre später starb.

## Ehrungen
Der Mondkrater Hartmann ist nach ihm benannt.